# Большемеликское муниципальное образование
Большемеликское муниципальное образование — муниципальное образование со статусом сельского поселения в составе Балашовского района Саратовской области. Административный центр — село Большой Мелик. На территории поселения находятся 7 населённых пунктов — 4 села, 3 посёлка .

## Население
| 2010  | 2011  | 2012  | 2013  | 2014  | 2015  | 2016  |
| ----- | ----- | ----- | ----- | ----- | ----- | ----- |
| 2531  | →2531 | ↘2525 | ↗2561 | ↘2544 | ↘2542 | ↘2515 |
| 2017  | 2018  | 2019  | 2020  | 2021  | 2025  |       |
| ↘2512 | ↘2490 | ↘2458 | ↘2457 | ↘2402 | ↘2283 |       |

## Населённые пункты
- село Большой Мелик — административный центр;
- село Выселки;
- село Котоврас;
- село Малый Мелик;
- посёлок Арзянка;
- посёлок Ключи;
- посёлок Прихоперский.

Главой поселения является Яковлев Анатолий Иванович.